# Досжанов, Турганбай Нурланович
Турганбай Нурланович Досжанов (15 мая 1928—2019) — советский и казахстанский зоолог, доктор биологических наук (1984), профессор (1993), академик НАН РК (2003).

## Биография
Родился 15 мая 1928 года в городе Аулие-Ата (ныне Тараз).
В 1946 году окончил школу с золотой медалью и поступил на ветеринарный факультет Алматинского зооветеринарного института.
В 1951 году окончил зооветеринарный институт и поступил в аспирантуру Института зоологии АН КазССР, был командирован Зоологический институт АН СССР в Ленинград. После окончания аспирантуры в 1955—1957 годах работал старшим научным сотрудником Казахского научно-исследовательского ветеринарного института.
В 1957—1967 годах доцент, заведующий кафедрой зоологии, проректор по научной и учебной работе Казахского государственного женского педагогического института. В 1967—1971 годах заведующий лабораторией; в 1971—1987 годах заместитель директора по науке; в 1991—1994 годах директор, с 1995 старший научный сотрудник Института зоологии НАН РК.
Автор более 200 научных работ, связанных с изучением паразитических членистоногих-эктопаразитов и переносчиков возбудителей болезней, наносящих огромный вред человеку и животным.

## Сочинения
- Мухи-жигалки Казахстана. — А., 1989;
- Зоологическая наука в Казахстане. Стратегия развития. — А., 1993 (соавт.).